# Periphyllus nevskyii
Periphyllus nevskyii är en insektsart. Periphyllus nevskyii ingår i släktet Periphyllus och familjen långrörsbladlöss. Inga underarter finns listade i Catalogue of Life.